# Cicurina joya
Cicurina joya là một loài nhện trong họ Dictynidae.
Loài này thuộc chi Cicurina. Cicurina joya được Willis J. Gertsch miêu tả năm 1992.